# Jóvio (homem claríssimo)
Jóvio (em latim: Iovius) foi um oficial romano do final do século IV ou começo do século V. Era nativo da Gália. Era de boa família e parente de Paulino de Nola. Foi destinatário da epístola 16 e a carmina 22. Provavelmente é idêntico ao homônimo que foi enviado por Constantino III como emissário ao imperador romano ocidental Honório (r. 395–423) em 409.